# 基輔雞演說

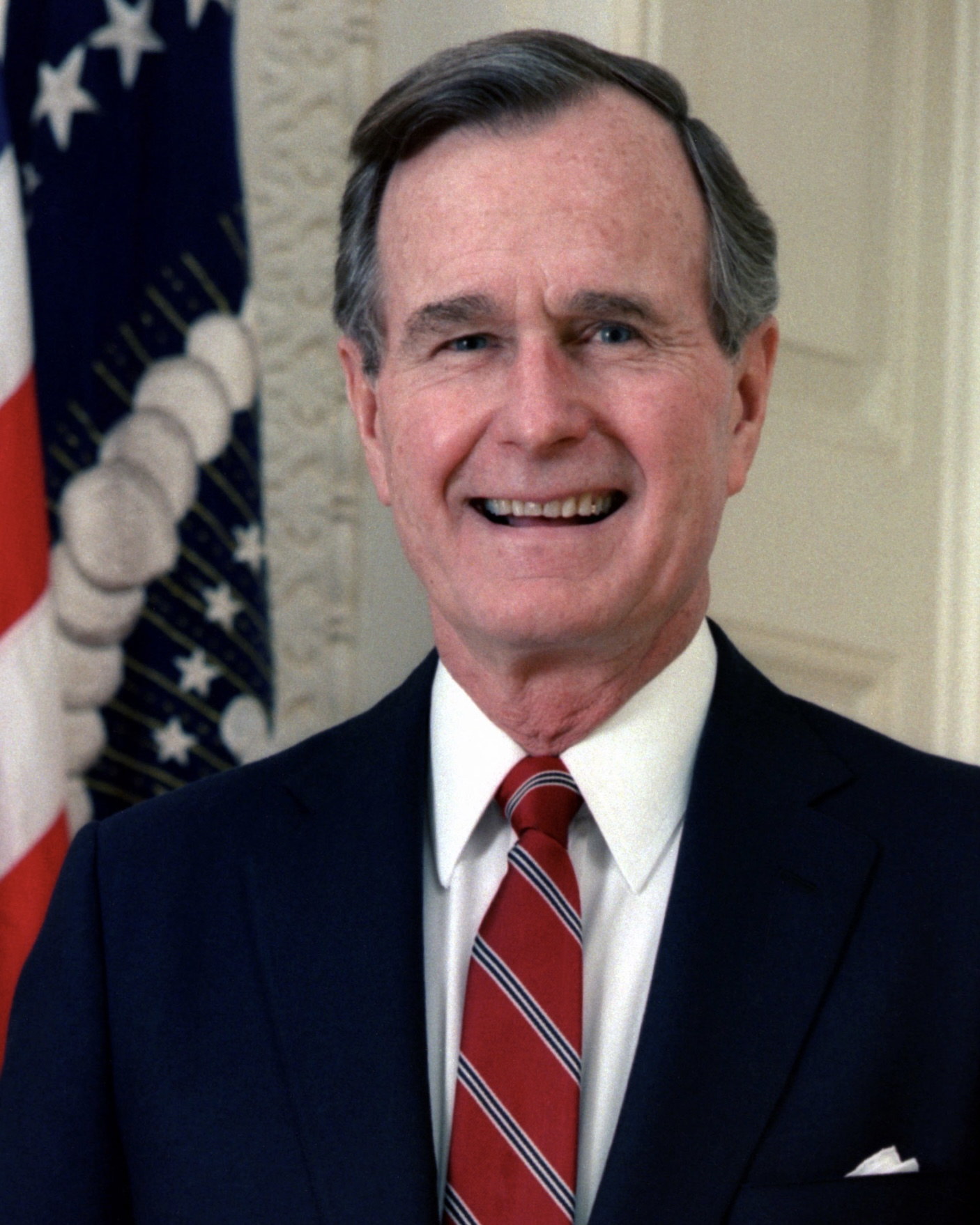
美國總統喬治·H·W·布殊（老布希）

基輔雞演說（英語：Chicken Kiev speech）是冷戰末年一篇政治演講，由美國總統喬治·H·W·布殊於1991年8月1日在烏克蘭基輔發表，其核心內容主要為反對烏克蘭以及一眾蘇聯成員國脫離蘇聯獨立的意圖，將其抹黑成所謂「自殺式民族主義」。演說發表後三星期，烏克蘭宣告獨立，再過三個月，烏克蘭大比數通過公投退出蘇聯；演說發表後145日，蘇聯解體，烏克蘭參與推動。演說是由蘇聯及東歐事務顧問康多莉莎·賴斯撰寫的，她後來在小布殊政府擔任國務卿。該演說激怒了烏克蘭民族主義者和美國保守派，其中《紐約時報》保守派專欄作家威廉·沙費爾批評它極其軟弱、誤判形勢，因而將其貶稱為「基輔雞演說」 。

## 背景
1980年代末及1990年代初，烏克蘭和蘇聯的其他加盟共和國民間要求獨立的呼聲日盛。美國對此採取不干預政策。布殊依靠蘇聯總統米哈伊爾·謝爾蓋耶維奇·戈爾巴喬夫推行改革，而避免支持加盟共和國的民族主義者。布殊日後在其回憶錄中寫道：
無論進程是甚麼，無論過程需要多長時間，無論結果是怎樣，我都希望看見穩定的改變，而和平是至為重要的。我相信其中的關鍵是擁有政治強勢的戈爾巴喬夫和行之有效的中央結構。若然他遲疑未推行與加盟共和國的新協定（即《新聯盟條約》），聯盟的政治瓦解會加快和動搖國家……他看來作出了這麼大的妥協，可能會挑起政變──縱然並未有明確的跡象。我持續為蘇聯國內的暴力感到憂慮，也為我們可能被捲入糾紛感到憂慮。
1991年7月30日，布殊抵達莫斯科与戈爾巴喬夫舉行鋒會。他和妻子芭芭拉·布殊與戈爾巴喬夫和妻子賴莎住在莫斯科郊外的一間達恰小屋，美蘇領袖在當地非正式會談。布殊告訴戈爾巴喬夫，蘇聯崩潰並不符合美國利益，縱然布殊所屬的共和黨──尤其是國防部長迪克·切尼──樂見其潰散。他向戈爾巴喬夫保證，他8月1日到訪烏克蘭時會勸導人們不要支持獨立。
由老派共產主義至親獨立民族主義的多種意識形態在烏克蘭冒起，國中陷入分化。烏克蘭總統列昂尼德·馬卡羅維奇·克拉夫丘克是改革派共產主義者，支持烏克蘭在架構鬆散的蘇聯內擁有主權，與俄羅斯總統鮑利斯·尼古拉耶維奇·葉利欽的立場相近。克拉夫丘克於布殊來訪前說道：「我深信烏克蘭應該成為一個擁有主權、完全成熟和堅定向前的國家。」布殊拒絕與烏克蘭獨立派領袖會面。他的車隊駛過基輔時，人群揮舞着烏克蘭和美國國旗歡迎，但示威者也展示多款標語，例如「布殊先生：給蘇聯的數十億是給烏克蘭的奴役」和「白宮勾結共產黨但冷待人民運動」（人民運動是主張獨立的主要政黨）。

## 演說
布殊於基輔的烏克蘭最高拉達發表演說，認可戈爾巴喬夫和九個支持《新聯盟條約》的加盟共和國（其中一個是烏克蘭）達成的協定，表示該協定「秉持希望，各共和國將會糅合更大的自主權和更大的自發交流──政治、社會、文化、經濟方面，而非追求毫無希望的孤立。」他也讚揚戈爾巴喬夫，說：「平心而論，戈爾巴喬夫總統完成了驚人的事，其開放政策、經濟改革和民主改革都指向自由、民主和經濟自由的目標。」
布殊闡述其有關蘇聯改革的政策：「我來到這裏告訴你們：我們支持這個偉大國家為了民主和經濟改革的奮鬥。在莫斯科，我簡述了我們的取態。我們會支持那些在中央和共和國爭取自由、民主和經濟自由的人。」他也警告獨立並不會消除專制：「美國人不會支持那些為了將遙遠的暴君換成本地的專制而爭取獨立的人。他們不會支援那些鼓吹建基於種族仇恨的自殺式民族主義的人。」
後來有報導指出布殊在其幕僚撰寫的演辭中親自加入「自殺式民族主義」字眼，為了警告烏克蘭不要重蹈南斯拉夫的覆轍。

## 反應
布殊的演說獲得烏克蘭國會起立鼓掌致敬。然而，烏克蘭民族主義者卻對其加以鞭撻。人民運動主席伊凡·德拉奇對記者表示，「布殊總統似乎被戈爾巴喬夫催眠了」，並不滿布殊「一直冷待各共和國的民主運動」。德拉奇批評布殊傾向蘇聯的行徑：
布殊實際上是來這裏當戈爾巴喬夫的信差。在多方面，他沒有我們的共產黨政客那般激烈對待烏克蘭國家主權的問題。畢竟他們需要在烏克蘭參選，而他不需要。
另一名民族主義從政者史蒂芬·帕夫路克不滿「布殊並不理解，我們在抵抗一個極權國家。」，他認為布殊「談及很多關於自由的事，但對於我們而言，實際上不可能想像沒有獨立的自由。我們需要建立自己的海關和貨幣，以保障我們的經濟不致全面崩潰。」該演說還起來其他蘇聯加盟共和國民族主義者的批評。格魯吉亞政府發表聲明，指出「華盛頓、傑佛遜、林肯和其他總統的繼承人到來……繼續為支持新聯盟條約的政治宣傳。他怎麼不去叫科威特跟伊拉克簽訂聯盟條約？」
美國國內也有人批評布殊的演說與現實脫節，但布殊並不是唯一與現實脫節的領袖。就在一年前，英國首相瑪嘉烈·戴卓爾宣稱她不能在基輔設立大使館，就如不能在三藩市設使館一樣。《波士頓環球報》在社論中稱之為「基輔布殊聯盟」（Bush league，棒球術語，指不專業的表現），批評布殊「在國內辯論中過於沉溺於其中一方的舒適」。該報認為布殊的用語缺乏判斷力，尤其是「自殺式民族主義」、「民族仇恨」和「本地專制」這幾個字眼說得「太過份了」。1991年8月29日，威廉·沙費爾在其《紐約時報》專欄稱之為「基輔雞演說」。
1992年2月8日，《經濟學人》指出該演說是「最惡名昭著例子」，顯示其他國家未能認清烏克蘭終會獨立的事實。在布殊的1992年連任競選活動中，有一個穿著雞隻服裝的人在多個場合出現。布殊在2004年談到這演說，解釋道他的意思是烏克蘭人不應做「愚蠢的事」，又稱若然他們的「領袖未有精明地行動，會招至（莫斯科當局的）鎮壓」。康多莉莎·賴斯2005年時在一個記者會回應提問時評論道，要事後挑出演說中的錯處是很容易的，但1991年時未能清晰預見擁有核武的蘇聯能和平地解體。保守派《華盛頓觀察家報》在2001年狠批這演說「可能是美國行政元首發表過最惡劣的演說」。